# 渕上清
渕上 清（ふちがみ きよし、1958年6月5日 - ）は、日本の政治家。岩手県大船渡市長（1期）。大船渡市議会議員（4期）、大船渡市議会議長（第21代）を歴任。

## 来歴
岩手県大船渡市盛町出身。岩手県立大船渡高等学校卒業。1981年に渕上板金工業所（現：有限会社フチガミ）に入社し、2005年には同社の代表取締役に就任する。大船渡青年会議所理事長、東北ブロック商工会議所青年部連合会会長、大船渡五葉ライオンズクラブ会長なども務めた。
2007年の岩手県議会議員選挙大船渡選挙区に民主党公認で立候補したが、惜敗。2010年の大船渡市議補選で初当選し、4期務める。2020年5月には議長に就任したが、2021年1月には自身が取締役を務める株式会社地域活性化総合研究所が、事業収入の8割が市からの委託料であることから兼業禁止に抵触するとの指摘を市から受け、2月14日に議員辞職し、同研究所の取締役も辞任した。
2022年5月、同年11月20日告示、27日投開票の大船渡市長選に立候補すると表明。市長選では市制施行以降で最多となる5人が立候補を届出、渕上陣営は前市長の甘竹勝郎が統括責任者を務めたほか、公明党市議からも支援を受けた。連合岩手は市民団体代表の鵜浦昌子を、自民党県連は元市議の佐藤寧を推薦し、自民党衆議院議員で岩手2区選出の鈴木俊一財務大臣は渕上と佐藤の両方に応援メッセージを送った。投開票の結果、渕上が佐藤らとの混戦を制し初当選した。